# La Cuina
La Cuina és un quadre pintat per David Teniers el Jove el 1646 que actualment es conserva al Museu de l'Ermitage, tot i que és propietat de la Walpole collection. És una de les seves obres més destacades, on demostra les seves habilitats per pintar obres costumistes amb grans habilitats tècniques, incloent elements alegòrics.

## Descripció
L'obra és una barreja d'una obra costumista amb elements alegòrics, on es poden veure representats els 4 elements: foc (la xemeneia i el braser), aigua (els peixos), aire (les aus) i terra (les fruites). A sobre del la xemeneia es pot veure un detall d'un retrat enganxat a la paret, estratègia que sovint fa servir l'artista per datar i signar les seves obres. També es pot veure un autoretrat, ja que el personatge que fa de falconer és el mateix Teniers. Es creu que Teniers va fer servir eines com la càmera obscura per poder realitzar elements hiperdetallats com el peix que hi ha penjant del sostre.